# Dicranomyia thixis
Dicranomyia thixis là một loài ruồi trong họ Limoniidae. Chúng phân bố ở vùng Tân nhiệt đới.